# Adolf Furtwängler
Adolf Furtwängler (ur. 30 czerwca 1853 we Fryburgu Bryzgowijskim, zm. 10 października 1907 w Atenach) – niemiecki archeolog, profesor uniwersytecki, historyk sztuki i dyrektor muzeum; ojciec dyrygenta i kompozytora Wilhelma Furtwänglera, dziadek archeologa Andreasa Furtwänglera.
Furtwängler urodził się we Fryburgu Bryzgowijskim, gdzie jego ojciec był nauczycielem. Uczył się w rodzinnym mieście. Studiował w Lipsku i w Monachium, gdzie zaskarbił sobie przychylność Heinricha Brunna, którego metodę porównawczą w krytyce sztuki później rozwinął. Wziął udział w wykopaliskach w Olimpii w 1878. W 1880 stał się pracownikiem muzeum w Berlinie. Następnie wykładał w Berlinie (1884) i w Monachium. Brał również udział w wykopaliskach na Eginie.

## Kariera archeologa
Po ukończeniu studiów w Lipsku i obronieniu doktoratu we Fryburgu pracą Eros in der Vasenmalerei, spędził rok szkolny 1876–1878 dzięki stypendium Deutsches Archäologisches Institut we Włoszech i Grecji. Wziął udział w prowadzonych przez Heinricha Schliemanna pracach badawczych w Olimpii.
W 1879 opublikował razem z Georgiem Loeschcke Mykenische Thongefäβe, prezentującą odnalezioną w Mykenach i na Eginie ceramikę. Dzieło to okazało się później nie tylko przydatne w datowaniu ceramicznych artefaktów, ale było również pierwszą na świecie kompletną publikacją całości materiału ceramicznego odnalezionego na jednym konkretnym stanowisku archeologicznym. W swojej pracy Furtwängler odróżnił style ceramiki (mykeński, geometryczny), co pomogło mu w datacji ceramiki. Znajdujące się na kawałkach skorup wzory i rysunki były wcześniej ignorowane. Fragmenty ceramiczne nie były brane pod uwagę w ustalaniu stratygrafii stanowiska. Furtwängler jako pierwszy datował poziomy w oparciu o odnaleziony materiał ceramiczny, nawet jeśli były to tylko fragmenty większych naczyń.
Dzięki swojej pracy archeolog został zatrudniony jako asystent dyrektora w Królewskim Muzeum w Berlinie oraz wykładowca na Uniwersytecie Berlińskim. Jak sam miał później powiedzieć, lata spędzone w muzeum były najlepszymi w jego życiu. Wiedzę ceramologa można docenić konsultując przygotowany przez niego muzealny katalog tzw. Kolekcji Saburova.
W 1885 Furtwängler ożenił się z Adelheid Wendt. W tym samym roku opublikował katalog ceramiki greckiej Antikensammlung Berlin Beschreibung der Vasensammlung im Antiquarium (w dwóch tomach). Do jego sławy przyczyniła się publikacja Meisterwerke der griechischen Plastik w 1893, dotycząca antycznej rzeźby greckiej. Furtwängler zidentyfikował wielu autorów dzieł greckich, których kopie powstawały w okresie rzymskim. W 1891 zaproponował własną rekonstrukcję rzeźby Fidiasza Atena Lemnia z 450 p.n.e. Rekonstrukcję tę można do dzisiaj oglądać w muzeum Albertinum w Dreźnie.
W 1894 opuścił Berlin, by przejąć wykłady po swoim byłym profesorze Heinrichu von Brunn. Zaczął więc wykładać archeologię w Monachium. Pełnił również obowiązki dyrektora monachijskiej Gliptoteki. W 1900 ukazały się Die Antiken Gemmen o greckich ozdobach. W 1904 rozpoczął wraz z Karlem W. Reichholdem wydawać serię dotyczącą ceramiki greckiej Griechische Vasenmalerei. Wydawano ją w zeszytach. Po śmierci Furtwänglera pracę edytorską kontynuował Friedrich Hauser. Trzecim tom dzieła ukazał się w 1932.
Furtwängler powrócił również do archeologicznych prac badawczych. Pracował w świątyni Afai na Eginie. Wyniki prac zostały opublikowane w monografii w 1906. Rok później archeolog nabawił się dyzenterii. Umarł w kwiecie wieku. Pochowany został w Atenach.
Wielu z jego uczniów kontynuowało prowadzone przez niego prace i badania.